# Don Sundquist
Donald Kenneth Sundquist (ur. 15 marca 1936, zm. 27 sierpnia 2023) – amerykański polityk, członek Partii Republikańskiej. W latach 1983–1995 był przedstawicielem stanu Tennessee w Izbie Reprezentantów Stanów Zjednoczonych, a w latach 1995–2003 pełnił funkcję gubernatora tego stanu.